# Переход Боба Дилана к электрозвучанию
К 1965 году американский музыкант Боб Дилан стал считаться лидером возрождающейся фолк-сцены США. После выпуска двух его пластинок The Freewheelin' Bob Dylan и The Times They Are a-Changin’ ведущие национальные СМИ провозгласили его «голосом поколения».
В марте 1965 года Дилан выпустил свой пятый альбом, Bringing It All Back Home, первая сторона которого содержала материал, записанный с помощью электрогитары; вторая же включала более характерные для музыканта акустические песни. 20 июля 1965 года был издан сингл под названием «Like a Rolling Stone», ставший переломным для Дилана, как с точки зрения литературного содержания, так и в отношении ярко выраженного рок-звучания. 25 июля 1965 года во время Ньюпортского фестиваля фолк-музыки Дилан отыграл свой первый электрический концерт, во время которого с ним выступили гитаристы Майк Блумфилд и Барри Голдберг из группы The Paul Butterfield Blues Band. Часть аудитории освистала это выступление, а ведущие члены фолк-движения, в том числе Ирвин Зильбер и Юэн Макколл, обрушились на музыканта с критикой, обвиняя его в том, что он отошёл от политизированных песен и начал выступать с электрической группой. Тем не менее впоследствии эксперты сходились во мнении, что, «несмотря на недовольство, а временами даже гнев любителей фолк-музыки», музыкант завоевал больше поклонников, чем потерял, а само событие стало считаться историческим. В 2024 году по мотивам этой истории был выпущен фильм «Боб Дилан: Никому не известный» c Тимоти Шаламе в главной роли. Картина была тепло принята критиками, получив ряд престижных кинонаград.

## Выступление Дилана на Ньюпортском фолк-фестивале в 1965 году

Дилан впервые выступает на концерте с электрогитарой,, 1965-й год

В 1963 году выпустивший на тот момент два студийных альбома молодой музыкант был с энтузиазмом принят публикой Ньюпортского фолк-фестиваля, где исполнил свою композицию «Blowin’ in the Wind» вместе с Джоан Баэз, группой Peter, Paul and Mary и другими гостями мероприятия. В следующем году, во время сета на этом же фестивале, Дилан спел песни «With God on Our Side» и «Mr. Tambourine Man». Положительные отзывы прессы о выступлении Дилана 1964 года сопровождались критикой фа́рсового и надменного поведения музыканта: так, один из публицистов писал, что «одурманенное состояние почти не мешало ему отыгрывать потрясающие номера, но он безусловно выходил из-под контроля».
В субботу, 24 июля 1965 года, Дилан исполнил три свои акустические песни, «All I Really Want To Do», «If You Gotta Go Now» и «Love Minus Zero/No Limit», во время семинара перед фестивалем в Ньюпорте. По словам писателя Джонатана Тэплина, роуди Ньюпортского фестиваля (а позже и менеджера Дилана Альберта Гроссмана), Дилан принял спонтанное решение именно в субботу — бросить вызов фестивалю, выступив в сопровождении полностью электрической группы. Позже Тэплин вспоминал, что музыкант был раздражён снисходительными фразами организатора фестиваля Алана Ломакса в адрес блюзовой группы Пола Баттерфилда, когда он объявлял их во время семинара, посвящённого предстоящему концерту. По словам Тэплина, Дилан занял такую позицию: «„Ну, если они, бл*дь, считают, что могут позволить себе прессовать здесь электро-музыку, то с ней выступлю я“. В [эмоциональном] порыве он заявил, что будет выступать под электрический аккомпанемент». Дилан собрал группу и той же ночью провёл репетиции в особняке, который арендовал один из организаторов фестиваля — Джордж Вайн.
Дилан должен был выступать в ночь на воскресенье, 25 июля, между сетами Cousin Emmy и Georgia Sea Island Singers — традиционными для этого мероприятия фолк-исполнителями. Группа Дилана включала двух музыкантов, которые ранее приняли участие в записи его недавно выпущенного сингла «Like a Rolling Stone»: Майка Блумфилда (соло-гитара) и Эла Купера (электроорган). Также к ним присоединились коллеги Блумфилда по The Paul Butterfield Blues Band: басист Джером Арнольд, барабанщик Сэм Лей и клавишник Барри Голдберг.
Кадры, снятые во время Ньюпортского фестиваля, фигурируют в ряде документальных фильмов: «Фестиваль» (1967), «Нет пути назад» (2005) и «Обратная сторона зеркала: Концерты Боба Дилана на Ньюпортском фолк-фестивале 1963—1965» (2007). Запись начинается с того, что Дилана объявляет церемониймейстер Питер Ярроу: «Дамы и господа, человек, который сейчас выйдет [на сцену], ограничен по времени… Его зовут Боб Дилан». На документальных кадрах видно, что во время исполнения Диланом песни «Maggie’s Farm» слышны как одобрительные возгласы, так и освистывание. Такое поведение публики продолжается на протяжении второй композиции — «Like a Rolling Stone». Затем музыкант и его группа исполнили «Phantom Engineer» — раннюю версию композиции «It Takes a Lot to Laugh, It Takes a Train to Cry». Впоследствии Дилан заявил, что «наэлектризовал одну часть своей аудитории, при этом прибив током другую».
После «Phantom Engineer» Дилан покинул сцену под свист и аплодисменты аудитории. Когда Питер Ярроу вернулся к микрофону, он умолял музыканта продолжить выступление. По словам Роберта Шелтона, когда Дилан вернулся на сцену, он обнаружил, что у него нет подходящей гармоники, и сказал церемониймейстеру: «Что ты со мной делаешь?». Затем музыкант попросил у публики «минорную гармонику» (в тональности ми). Через несколько мгновений по сцене раздался звон гармоник, брошенных из зала. Дилан исполнил для зрителей две песни, аккомпанируя себе на акустической гитаре: «Mr. Tambourine Man», а затем «It's All Over Now, Baby Blue» — в качестве прощальной. Толпа взорвалась аплодисментами, призывая музыканта продолжить, однако это была его последняя песня. После этого Дилан не выступал на Ньюпортском фестивале в течение 37 лет. Он вернулся туда лишь в 2002 году, о чём не объявлялось заранее. Музыкант исполнил так называемый «секретный сет», надев парик и накладную бороду.

## Анализ поведения аудитории
Аудитория [фестиваля] крайне трепетно заботилась о своей музыке и её значении в мире того времени. Для них это [поступок Дилана] было сродни предательству веры. Публика задавалась вопросом, стал ли Дилан продажным, стал ли он тем, кто решил «податься в мейнстрим и позволять большим шишкам определять, что вы будете слушать [в будущем]».
Документалист Мюррей Лернер и другие присутствовавшие на Ньюпортском фестивале утверждали, что освистывание исходило от возмущённых фанатов фолк-музыки, которым не понравилось, что Дилан выступал с электрогитарой. Как выразился Блумфилд, они воспринимали рок-н-ролл сродни любимому жанру «гризеров, придурков, танцоров, людей, которые напивались и пускались в пляс». По словам друга Дилана, музыкального критика Пола Нельсона, «аудитория свистела и вопила „избавься от электрогитары“», в то время как Дилан и сопровождавшие его музыканты довольно неуверенно исполнили новый сингл. Однако другие свидетели событий, в том числе музыкант Эл Купер, не разделяли эту точку зрения, утверждая, что аудитория была расстроена плохим качеством звука и короткой продолжительностью выступления Дилана, а не тем, что музыкант выступал под электрический аккомпанемент. Купер отмечал: «Причина, по которой начали свистеть зрители, заключалась в том, что Дилан выступал только пятнадцать минут, когда все остальные исполнители — по сорок пять или часу. Они почувствовали себя обворованными, не так ли? Они просто хотели большего». Эту версию поддержал музыкант Тони Гловер, один из участников фолк-движения тех лет: «Когда Дилан вышел на сцену, то оказалось, что концерт затянулся и нужно его завершить, поэтому ему дали сыграть только три песни. Слушатели возмущались и кричали: „Ты сыграл только три песни и уже уходишь?“» По мнению канадского фолк-дуэта Ian & Sylvia, это была «озлобленная, возмущённая реакция», но в том году «аудитория вела себя так враждебно» и в отношении других исполнителей. В свою очередь музыкант Элайджа Уолд, написавший книгу «Dylan Goes Electric! Newport, Seeger, Dylan, and the Night that Split the Sixties» (англ. «Дилан берёт электрогитару! Ньюпорт, Сигер, Дилан и ночь, разделившая 1960-е пополам»), отмечал: «Было чрезвычайно громко, никто [из фолковой публики] не слышал ничего такого громкого. Многие присутствующие сочли, что это звучало ужасно. Группа заглушала Дилана. Люди, которые его любили, были настолько потрясены этим, словно были людьми, которые его ненавидели».
Американский фолк-певец Пит Сигер, который находился за кулисами во время выступления Дилана, отмечал плохое качество звукового оборудования в качестве причины негативного восприятия выступления музыканта: по его словам, он даже сделал замечание звукорежиссёрам: «„Уберите это искажение из его голоса“… Это было ужасно. Если бы у меня был топор, я бы незамедлительно перерубил микрофонный кабель». Сигер отмечал, что у него возникло желание перерезать кабели, потому что он хотел, чтобы зрители услышали тексты Дилана должным образом, так как он считал их очень важными. Слухи о том, что у Сигера действительно был топор или что кто-то из организаторов фестиваля отсоединил или пытался отключить электропроводку, имеют под собой сомнительную основу и сравнимы с легендой. В фильме «Нет пути назад» музыкант Джон Коэн из группы New Lost City Ramblers, который приходился шурином Питу Сигеру, утверждал, что последний хотел снизить громкость музыки группы Дилана, потому что чрезмерный шум нервировал его пожилого отца Чарльза, который носил слуховой аппарат. В том же фильме Дилан заявлял, что апатичная реакция Сигера на его выступление была сродни «кинжалу в сердце» и пробудила в нём желание «пойти и напиться».
С последними нотами «Maggie’s Farm» мы покидаем царство истории и входим в царство мифов. Далее следовала сносная версия «Like a Rolling Stone», затем — «Phantom Engineer», впоследствии переделанная и получившая название «It Takes a Lot to Laugh, It Takes a Train to Cry». На полпути к первому куплету песня посыпалась: хитроумная задумка Дилана была сведена на нет недостаточной сыгранностью музыкантов, гитарист Блумфилд не соблюдал прогрессию аккордов, басист выглядел совершенно потерянным. Блумфилд был особенно склонен провоцировать аудиторию; один из зрителей вспоминал: «…у него была гитара, включённая настолько громко, насколько это было возможно, и он выдавал столько нот, сколько мог сыграть».
По мнению джазового историка Джона Шведа, легенда о том, что Пит Сигер перерезал кабель или выдернул шнуры звукового оборудования (из-за чего у Дилана возникли проблемы со звучанием), скорее всего, возникла из-за инцидента, произошедшего ранее, в первой половине дня. Швед отмечал, что организатор фестиваля Алан Ломакс попросил техасского фольклориста Мака Маккормика, открывшего для широкой публики блюзового музыканта Лайтнина Хопкинса, посоветовать ему какую-нибудь техасскую тюремную банду, чтобы привезти их в Ньюпорт для исполнения рабочих песен, но осознавая то, что генеральный прокурор Техаса не позволит этого сделать, Маккормик решил собрать группу бывших заключённых. Поскольку они никогда не выступали на публике вместе и тем более не пели перед микрофоном, Маккормик хотел сперва порепетировать и приучить их к сцене. «Но в это время на сцене репетировала электро-группа Боба Дилана, и какое-то время они отказывалась уходить. Я пытался объяснить Дилану, что нам нужна сцена», — вспоминал Маккормик. — «Однако он игнорировал меня. Поэтому я подошёл к распределительной коробке и выдернул шнуры. После чего он прислушался к моей просьбе».
Ещё один организатор фестиваля, Брюс Джексон, назвал инцидент «мифом о Ньюпорте». Джексон присутствовал на выступлении Дилана в 1965 году, а в 2002 году переслушал аудиозапись. По словам организатора, освистывание было направлено на Питера Ярроу, который расстроил толпу тем, что пытался уместить сет Дилана в отведённый отрезок времени; Джексон считает, что нет каких-либо подтверждений тому, что зрителям не понравилось выступление Дилана, с электрогитарой он выступал или без.
Продюсер Джо Бойд, ответственный за сведение звука на фестивале, сказал в интервью Ричи Унтербергеру в 2007 году: «Я считаю, что многих людей расстроило присутствие рок-группы, но, на мой взгляд, [в итоге] мнения разделились поровну. Думаю большинству она понравилась. Но, конечно, были много недовольных и возмущённых выкриков и звук, который характерен для многих бейсбольных стадионов. Ты был готов к подобному хаосу, когда бейсболист Билл Скурон из „Янкис“ выходил на 1-ю базу, из-за его прозвища „Лось“ все начинали скандировать: „Лось!“ И это звучало, как будто они освистывали его. В связи со сложной артикуляцией согласных звуков [у человека], толпа, кричащая „Больше, больше, больше“ в конце трёх песен Дилана, звучала очень похоже на освистывание. Недавно я переслушал запись той ночи, и мне не показалось это похожим на освистывание, скорее на рёв, просто своего рода шум толпы в перерыве между песнями, а также во время попытки Ярроу вернуть Дилана на сцену… В действительности я не могу оценить степень недовольства аудитории: составляло ли оно 50 на 50, или две трети против одной, или как-то ещё. Но я считаю, что часть зрителей, где-то между четвертью и половиной, была встревожена или находилась в ужасе либо была в разной степени недовольна действиями Дилана».

Гитара Fender Stratocaster, с которой Дилан выступал на Ньюпортском фестивале 1965 года. В 2013 году была продана за $ 965000, что является 2-м результатом среди продаж гитар знаменитостей

В 2007 году Мюррей Лернер выпустил на DVD полную версию снятого им выступления Дилана в Ньюпорте: «Обратная сторона зеркала: Концерты Боба Дилана на Ньюпортском фолк-фестивале 1963—1965». Во время интервью журналу Mojo у Лернера спросили: «На протяжении многих лет муссировалось множество споров по поводу того, кто именно освистывал и кого освистывали. Дилана? Организаторов? Короткое время выступления?» Лернер ответил: «Это хороший вопрос. Когда мы показали фильм на Нью-Йоркском кинофестивале [в октябре 2007 года], один парень встал и сказал: „Что касается этого освистывания… Я сидел прямо перед сценой, в зале вообще не было слышно какого-то свиста. Свист исходил от выступающих“. На что я ответил — „Не думаю, что ты прав“. После чего встаёт другой парень и говорит: „Я находился немного поодаль, сзади, свистела секция прессы, а не аудитория“, я вновь ответил: „Мне кажется, вы заблуждаетесь“. Тут берёт слово третий: „ Я был там, и у меня нет никаких сомнений, что свистела аудитория, а не со сцены“. Это было захватывающе. Люди помнят, что слышали то, что, по их мнению, должны были услышать. Я думаю, они определённо освистали Дилана и в какой-то степени Пита Ярроу, потому что он очень нервничал. Он не ожидал такой реакции публики и переживал по поводу имиджа Боба, так как они были частью общей творческой среды, благодаря Альберту Гроссману. Но я абсолютно уверен, что они освистали Дилана из-за его измены с электрическим звуком».
Вероятно, Дилан считал, что освистывание было следствием неодобрения его нового звучания в целом. Во время интервью в Сан-Франциско 3 декабря 1965 года музыканта спросили, был ли он «удивлён, когда впервые услышал освистывание?» Он ответил: «Это произошло в Ньюпорте. Тогда я провернул очень сумасшедшую штуку и не знал, чем всё закончится, но они [зрители] определённо меня освистали, вот что я вам скажу. Свист был слышен отовсюду…. Я имею в виду, они должны были быть довольно богатыми, чтобы иметь возможность пойти на какое-то мероприятие с целью просто освистать меня. Я бы не смог себе этого позволить, будь я на их месте».

### Местонахождение и продажа электрогитары Дилана
В 2012 году был показан эпизод документального телесериала «History Detectives», посвящённый истории жительницы Нью-Джерси Доун Питерсон, которая утверждала, что владеет гитарой Fender Stratocaster — на которой Дилан играл во время Ньюпортского фестиваля. По словам Питерсон, музыкант забыл гитару в самолёте, пилотируемом её отцом Виктором Квинто в 1965 году. Во время шоу ведущие обратились к эксперту по винтажным инструментам, Энди Бабюку, который был убежден, что гитара, о которой идёт речь, является тем самым инструментом. В свою очередь, ещё один эксперт телепередачи, коллекционер различных реликвий и редких вещей — Джефф Голд — также идентифицировал тексты песен, найденные в футляре гитары, как принадлежащие музыканту. Однако адвокат Дилана Орин Снайдер опроверг подлинность гитары в своём заявлении: «У Боба есть электрогитара, с которой он выступал на Ньюпортском фолк-фестивале в 1965 году». Снайдер добавил: «У него было несколько гитар модели Stratocaster, которые были украдены у него примерно в то же время, как и некоторые рукописные тексты». Хотя позже эксперты подтвердили её подлинность, сравнив текстуру покрытия деки инструмента с кадрами крупного плана гитары, сделанными во время фестиваля.
После того, как Дилан и Питерсон урегулировали юридический спор во внесудебном порядке (хотя подробные детали сделки так и остались неизвестны), гитара, находившаяся у женщины на протяжении 48 лет, была продана аукционным домом Кристис за $ 965 000 — в декабре 2013 года (с первоначальной целью выручить за лот около $ 300 000—500 000), тем самым превзойдя предыдущий рекорд среди музыкальных инструментов — электрогитары Эрика Клэптона по прозвищу «Блэки» (англ. «Blackie»), за которую была выплачена сумма в размере $ 959 500 в 2004 году. Этот рекорд продержался 2 года, после чего был побит гитарой Джона Леннона, на которой были записаны песни «Love Me Do» и «P.S. I Love You». Акустическая гитара 1962 года J-160E фирмы Gibson на протяжении десятилетий находилась в руках Джона Маккоу, начинающего музыканта, который купил её в конце 1960-х годов, не зная, что она была украдена у легендарного «Битла» несколько лет назад (в 1963-м). Сумма, которая была выручена за продажу инструмента, равняется 2,41 миллиона долларов.
26 июля 2015 года впервые за пятьдесят лет на этой электрогитаре сыграли публично. Это произошло на Ньюпортском фолк-фестивале во время трибьют-сета, организованного в честь 50-летия знаменитого «электрического» выступления Дилана. В трибьюте поучаствовали: Гиллиан Уэлч, Дэйв Ролингс, Вилли Уотсон, ново-орлеанская джаз-группа Preservation Hall Jazz Band, ряд других музыкантов, а также Джейсон Исбелл, который играл на гитаре Дилана. Впоследствии пресса растиражировала слова продюсера фестиваля Джея Свита: «Гитара Дилана дома!».

## Концерт в Нью-Йорке (28 августа 1965 года)
Следующий концерт, сыгранный Диланом после выступления в Ньюпорте, состоялся 28 августа 1965 года на стадионе Форест Хиллс в Квинсе. Вероятно, музыкант считал, что освистывание в Ньюпорте было следствием того, что некоторым его фанатам не нравился электрический звук, частично фигурировавший на пластинке Bringing It All Back Home. Фотограф Даниэль Крамер, который сопровождал Дилана на концерте, писал: «Дилан провёл совещание с музыкантами, которые должны были выступать с ним во второй половине концерта. Предупредив их, что они должны быть готовы к возможным инцидентам, вероятно, его не покидали мысли о том, что произошло в Ньюпорте. Дилан сказал им, что зрители могут кричать и свистеть, но они не должны беспокоиться по этому поводу. Их задача заключалась в том, чтобы сыграть лучшую музыку, на которую они были способны, что бы не случилось».
В аннотации к концертному бутлегу Bob Dylan Live 1966 американский музыкант Тони Гловер процитировал отзыв об этом концерте, напечатанный в газете Variety одним из современных рецензентов: «15 000 фанатов Боба Дилана разделились практически поровну на стадионе „Форест Хиллс“ тем воскресным вечером… Самый влиятельный автор-исполнитель на поп-сцене последнего десятилетия, Дилан, по-видимому, слишком быстро эволюционировал для многих своих молодых поклонников, готовых к радикальным изменениям практически во всём остальном… повторяя ту же сцену, которая произошла во время его выступления на Ньюпортском фолк-фестивале, Дилан выступил с фолк-роковыми песнями, но ему пришлось биться своим материалом о враждебную стену анти-клакёров, некоторые из которых ругали его за предательство дела фолк-музыки».

## «Мировое турне» Дилана, 1965—1966
Полярная реакция поклонников Дилана на переход музыканта к электрозвучанию была усугублена структурой его концертов в конце 1965-го — начале 1966-го годов; первая половина шоу была «фолковой», во время которой Дилан аккомпанировал себе на акустической гитаре и губной гармонике сольно; вторая половина смещала музыкальный акцент в сторону «рока» — к Дилану присоединялась группа The Hawks с рок-н-ролльным материалом. Вторую часть шоу, как правило, встречали с неодобрением и даже враждебно, что хорошо видно на записях концертов музыканта в Шеффилде и Ньюкасле, вошедших в документальный фильм «Нет пути назад». Кадры манчестерского концерта, в конце этого фильма, включают в себя скандальный инцидент, известный как «Иуда»: во время паузы между песнями один из зрителей громко крикнул: «Иуда!» Дилан парировал: «Я не верю тебе … Ты лжец!», после этого повернувшись к остальным музыкантам, которые начали исполнять финальную песню вечера — «Like a Rolling Stone», и приказав им: «Играть её чертовски громко!» Этот концерт был записан на аудиоплёнку и в 1988 году выпущен (включая сам инцидент) под названием Bob Dylan Live 1966, как часть серии бутлегов музыканта. Впоследствии один из очевидцев утверждал, что выкрик «Иуда!» принадлежал Джону Кордвеллу (англ. John Cordwell); который во время интервью Энди Кершоу рассказал причины случившегося: 
Думаю, больше всего я злился на Дилана… не из-за того, что он играл с электрическим сопровождением, а из-за того, что он играл свой электрический сет с реально плохой звуковой аппаратурой. Это не было похоже на запись [официального альбома]. Это была мешанина из помех. Так было, и это напоминало развязное представление, халтуру по сравнению с мощью более раннего акустического ряда. Вокруг меня стоял гул, и люди, находившиеся в зале, шумели и переглядывались. И гул всё нарастал.
Возможное авторство выкрика «Иуда!» приписывают также Киту Батлеру (англ. Keith Butler), который на тот момент был студентом Килского университета. Присутствие Батлера на концерте было задокументировано в фильме «Съешь документ»: 21-летний мужчина был снят на выходе из Зала свободной торговли, недовольно сетуя: «Любая поп-группа может создавать мусор получше этого! Это был грёбаный позор! Он предатель!» В 1999 году Батлер принял участие в документальном фильме радио BBC, посвящённом этому концерту. На вопрос о своей реакции в тот вечер он ответил: «В голове роились мысли: „Ты глупый желторотый педик“».

В 2012 году Дилан сослался на этот инцидент в ответ на критику того, что он не упомянул заимствования из других литературных источников во время создания последних альбомов, в частности Modern Times, после которого его напрямую обвинили в плагиате стихов американского поэта Генри Тимрода: 
Нытики и сучки жалуются на этот отрывок текста. Это старый текст — он часть традиции. Он уходит корнями в прошлое. Такие же люди пытались прикрепить ко мне кличку „Иуда“. Иуда, самое ненавистное имя в истории человечества! Если ты счёл, что тебя обозвали дурным словом, попробуй найти выход из этой ситуации. Да, и из-за чего собственно [обозвали]? Из-за игры на электрогитаре? Как будто это в каком-то смысле равносильно предательству Господа Бога — отправке его на казнь на кресте. Все эти злобные мудозвоны могут гнить в аду.

## Влияние

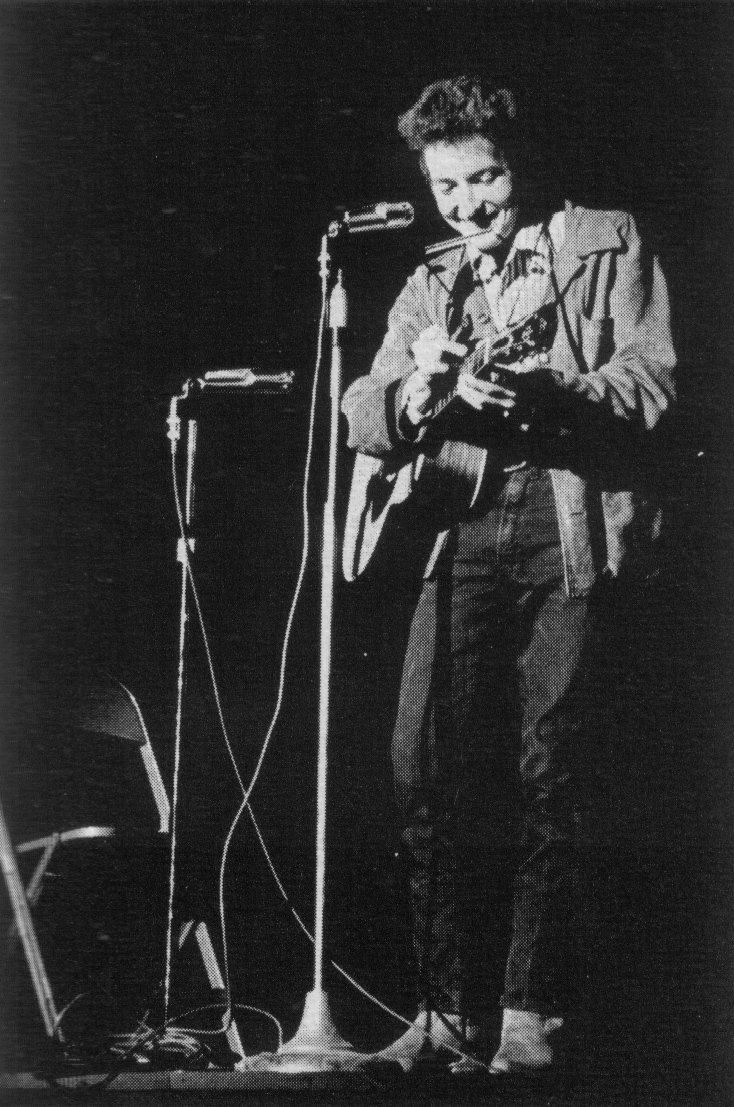
Когда альбом Bringing It All Back Home попал в Top-10 чарта Billboard, некоторые ортодоксальные фанаты Дилана надеялись, что его переход к року — лишь временное явление. Однако все разговоры о переходе музыканта к року, как временном эпизоде, стихли летом 1965 года после его хаотичного выступления на фолк-фестивале в Ньюпорте

Впоследствии о концерте было написано несколько книг, в том числе «Dylan Goes Electric! Newport, Seeger, Dylan, and the Night that Split the Sixties» Элайджи Уолда и «Dylan at Newport, 1965: Music, Myth, and Un-Meaning» Эдварда Ренехана.
Выступление Дилана оказало большое влияние на многих других музыкантов. «Восстать против истеблишмента — это настоящий американский дух», — отмечал Джоуи Бёрнс из инди-рок-группы Calexico. — «Это был момент переворачивания вещей с ног на голову, сомнения, бунтарства и желания быть честным перед самим собой. Дилан остался верен себе как творец. А также переизобрёл себя заново». В свою очередь, Питер Ярроу из фолк-трио Peter, Paul and Mary соглашался, что Дилан был поэтом, преследующим своё художественное видение. Однако он отмечал, что тогда переход Дилана к электрозвуку имел иное значение в глазах фолкового сообщества, которое было глубоко обеспокоено текущими социальными проблемами, такими как гражданские права чернокожих. До тех пор они думали, что Дилан, который написал «Blowin’ in the Wind» и «A Hard Rain’s a-Gonna Fall», тоже был поглощён злободневной повесткой.
В нынешнее время музыковеды расценивают инцидент на Ньюпортском фестивале фолк-музыки как раскол поколений — Дилан восстал против фолковой элиты и закоренелых фанатов жанра (на момент выступления Дилану было 24 года). Однако Уолд рассматривает в реакции аудитории нечто большее: «Если бы на [нынешний фолковый] фестиваль была приглашена Кэти Перри, многие люди начали бы сокрушаться: „О, боже мой, нет!“ Это был бы тот же раскол, который возник в тогда [в 1965-м]. Дело не в том, что люди ненавидели электрогитары. Они ненавидели глупую поп-музыку». По мнению Джесси Райтхэнда из американского журнала Smithsonian: «Несмотря на то, что переход Дилана к электрозвучанию, возможно, первоначально превратил его в изгоя фолк-сообщества, движение музыканта к соединению фолка с рок-н-роллом, начавшееся 45 лет назад на Ньюпортском фестивале, было, пожалуй, единственным шагом в его карьере, который катапультировал Дилана в будущие рок-звёзды».

Само событие считается историческим и по-прежнему является предметом споров между любителями музыки. По словам основателя Ньюпортского фолк-фестиваля Джорджа Вайна: 
Поступок Дилана изменил структуру фолк-музыки… В ту самую минуту, когда Дилан перешёл к электрозвучанию, все эти молодые люди [в зале] сказали: „Бобби перешёл к электрозвуку, мы тоже так сделаем“.

Несмотря на то, что электро-рок Дилана вызывал «недовольство, а временами даже гнев любителей фолк-музыки», которые хотели, чтобы он продолжал исполнять песни протеста, «не говоря уже о переходе к рок-н-роллу», Bringing It All Back Home стал первым альбомом музыканта, который попал в Top-10 чарта Billboard 200, и в долгосрочной перспективе Дилан завоевал больше поклонников, чем потерял. «Дилан как личность, наконец, обрёл свою естественную среду обитания», — провозгласила в своей рецензии газета Boston Broadside. — «А сам жанр фолка теперь обрёл новое направление». По мнению музыкального критика Джона Брима: 
До 1964 года нельзя было представить, что фолк и рок однажды объединятся и вознесут поп-музыку на высоты, которых они не смогли бы достичь поодиночке. Фолк был подлинным голосом народа, его исполняли на акустических инструментах, он основывался на вековых традициях; рок был громким, дерзким, откровенно коммерческим, и его аудиторию в основном составляли подростки. Но в 1965 году два стиля смешались в фолк-роке, и это бесповоротно изменило то, как создавали и слушали музыку. Ключевую роль в развитии фолк-рока сыграл Боб Дилан, и первые успехи в работе с электрическим звучанием ему принёс альбом „Bringing It All Back Home“ в 1965 году.

## Художественный фильм
В начале 2020 года появилась информацию, что по книге Элайджи Уолда «Переход Боба Дилана к электрозвучанию» («Dylan Goes Electric») будет снят фильм, режиссёром которого выступит Джеймс Мэнголд, а главную роль сыграет Тимоти Шаламе. В предстоящем байопике будут отражены события перехода Дилана от фолка к рок-музыке. Однако, осенью того же года было объявлено, что работа над лентой отложена на неопределённый срок из-за пандемии коронавируса. Об этом сообщил будущий оператор фильма Фидон Папамайкл: «Мы вместе с Мэнголдом должны были снимать фильм о Дилане с участием Шаламе, но этого так и не случилось». Проблемой послужило то, что действия картины происходят в маленьких тесных клубах, съёмки в которых попадают под ограничение из-за COVID-19, а для воссоздания атмосферы эпохи требуется множество стилистов, парикмахеров и гримеров. При этом Папамайкл подчеркнул, что о закрытии проекта пока речи не идёт. Шаламе даже обращался за советами к Джоэлу Коэну, чтобы узнать, как лучше вжиться в роль культового музыканта, так как режиссёр давно интересуется Бобом Диланом: в частности фильм «Внутри Льюина Дэвиса» был вдохновлён именно его творчеством.
В 2023 году появилась информация, что съёмки фильма должны стартовать в августе, а название картины было решено поменять с «Going Electric» на «A Complete Unknown» (строчка из песни Дилана «Like a Rolling Stone»). Однако из-за забастовки сценаристов, продлившейся практически до конца года, съёмки были перенесены на февраль 2024-го. Помимо Шаламе к касту присоединились Эль Фаннинг, Бенедикт Камбербэтч, Бойд Холдбрук и Моника Барбаро. В январе 2024 года стало известно, что Камбербэтч покинул проект из-за конфликта расписаний, вместо него роль Пита Сигера — друга и наставника Боба Дилана — перешла к Эдварду Нортону. Премьера фильма намечена на 25 декабря 2024 года.
Картина была тепло принята представителями прессы (хотя некоторые критики сетовали на поверхностность сюжета), особенно хвалили игру Тимоти Шаламе подчёркивая, что ему удалось хорошо передать манеру исполнения Боба Дилана. Лента была номинирована на три премии «Золотой глобус» (в номинации «Лучший драматический фильм», а также за актёрские работы Нортона и Шаламе), а также на семь премий «Оскар» («Лучший фильм», «Лучший режиссёр», «Лучший адаптированный сценарий», «Лучший дизайн костюмов», а также индивидуальный актёрские работы Шаламе, Барбаро и Нортона, в главной роли и во второстепенных соответственно).